# ドモニク・ブラウン
ドモニク・ローン・ブラウン（Domonic Larun Brown, 1987年9月3日 - ）は、アメリカ合衆国フロリダ州パスコ郡ゼファーヒルズ出身のプロ野球選手（外野手）。左投左打。

## 経歴

### プロ入り前
フロリダ州で生まれ、後にジョージア州アトランタへ移る。高校時代は野球以外にアメリカンフットボールのワイドレシーバーとしても活躍。

### プロ入りとフィリーズ時代
高校卒業後はマイアミ大学へ進学してフットボールに専念する予定だったが、2006年のMLBドラフト20巡目（全体607位）でフィラデルフィア・フィリーズから指名を受ける。20万ドルの契約金を提示されたブラウンは、フィリーズへの入団を決意した。

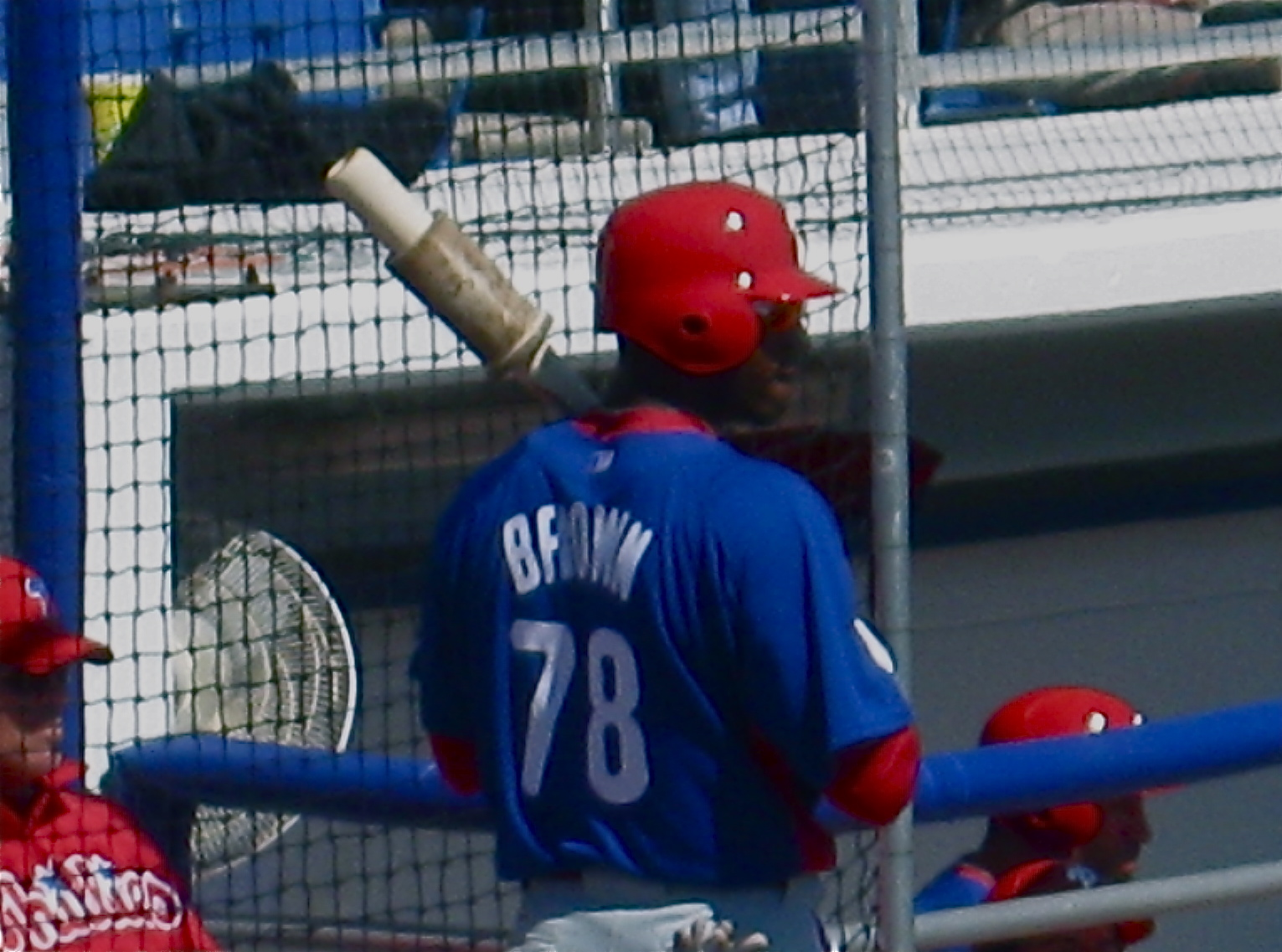
2010年

2009年には主にA+級クリアウォーター・スレッシャーズとAA級レディング・フィリーズで打率.299、14本塁打、23盗塁、OPS.880を記録し、マイナー全体でも屈指の有望株と見なされるようになる。同年オフには、ロイ・ハラデイのトレード交渉において、トロント・ブルージェイズ側がブラウンを交換要員に含めることを要求したが、フィリーズのルーベン・アマロ・ジュニアGMはブラウンの放出を断固拒否した。代わりにマイケル・テイラーを差し出すことでトレードは成立した。
2010年はオールスター・フューチャーズゲームに米国選抜として出場。7月28日のアリゾナ・ダイヤモンドバックス戦でメジャーデビューを果たした。メジャーでは出場機会に恵まれず、35試合70打席で打率.210、2本塁打だったが、マイナーではAA級レディングとAAA級リーハイバレー・アイアンピッグスで打率.327、20本塁打、17盗塁、OPS.980と活躍。オフには、「ベースボール・アメリカ」誌の有望株ランキングでは、ブライス・ハーパー、マイク・トラウト、ヘスス・モンテロに次ぐ全体4位の評価を受けた。この年限りでフィリーズの正右翼手だったジェイソン・ワースがFAでワシントン・ナショナルズに移籍したが、フィリーズはブラウンの台頭を見込んで、ワースに対して積極的な引き留めを行わなかった。
2011年はスプリングトレーニング中に右手の有鈎骨を骨折し、開幕を故障者リストで迎えた。マイナーでのリハビリを経て、5月20日にメジャーへ昇格。その後は右翼のレギュラーとして起用されたが、復帰を急ぎ過ぎた影響もあって、期待されたような成績は残せなかった。7月29日にトレードでハンター・ペンスが加入すると、ブラウンはAAA級リーハイバレーへ降格し、左翼手へコンバートされた。慣れない左翼守備への戸惑いが打撃にも悪影響を及ぼし、降格後はAAA級リーハイバレーで92打数20安打の打率.227、1本塁打と不振を極めた。自信を失っていたブラウンに対して、チャーリー・マニエル監督は「彼が我々の期待する通りの選手なら、挫折も成長の一環だ」として、将来の正左翼手として改めて期待を寄せた。この年は56試合に出場して5本塁打・3盗塁を記録するなど、メジャーでの経験は積んだ。
2012年、7月にペンスがトレード放出された影響により、スタメンに名を連ねる機会が増えた。2年連続で56試合に出場したが、打率は前年から.010低下した。また、メジャー3年目にして初めて盗塁0に終わった。一方で安打数は減ったが打点は増加させている。
2013年は、シーズン開幕前の試合も含めて好調を維持。5月には1ヵ月で12本塁打放って月間MVPに輝くと、前半戦で23本のホームランを放ち、オールスターのメンバーにも選出された。本塁打王を獲得する可能性もあったが、後半戦は相次ぐ故障によって4本塁打に留まった。139試合に出場して自身初の規定打席到達、打率.272・27本塁打・83打点を記録した。
2014年も引き続き左翼手のレギュラーの座をキープし、2年連続で規定打席に到達したが、打撃成績は低下した。
2015年10月19日に40人枠から外れる形でAAA級リーハイバレーへ配属された後、翌20日にFAとなった。

### フィリーズ退団後
2016年2月25日にトロント・ブルージェイズとマイナー契約を結んだ。シーズンでは傘下のAAA級バッファロー・バイソンズでプレーし、126試合に出場して打率.239・7本塁打・41打点・5盗塁の成績を残した。オフの11月7日にFAとなった。
2017年1月31日にコロラド・ロッキーズとマイナー契約を結んだ。7月19日に解雇となる。
2018年はメキシカンリーグのモンテレイ・サルタンズと契約するが、4月29日に解雇となる。7月3日にドスラレドス・オウルズと契約した。

## 詳細情報

### 年度別打撃成績
| 年 度    | 球 団    | 試 合 | 打 席 | 打 数 | 得 点 | 安 打 | 二 塁 打 | 三 塁 打 | 本 塁 打 | 塁 打 | 打 点 | 盗 塁 | 盗 塁 死 | 犠 打 | 犠 飛 | 四 球 | 敬 遠 | 死 球 | 三 振 | 併 殺 打 | 打 率 | 出 塁 率 | 長 打 率 | O P S |
| -------- | -------- | ----- | ----- | ----- | ----- | ----- | -------- | -------- | -------- | ----- | ----- | ----- | -------- | ----- | ----- | ----- | ----- | ----- | ----- | -------- | ----- | -------- | -------- | ----- |
| 2010     | PHI      | 35    | 70    | 62    | 8     | 13    | 3        | 0        | 2        | 22    | 13    | 2     | 1        | 0     | 3     | 5     | 1     | 0     | 24    | 1        | .210  | .257     | .355     | .612  |
| 2011     | PHI      | 56    | 210   | 184   | 28    | 45    | 10       | 1        | 5        | 72    | 19    | 3     | 1        | 0     | 1     | 25    | 1     | 0     | 35    | 2        | .245  | .333     | .391     | .725  |
| 2012     | PHI      | 56    | 212   | 187   | 21    | 44    | 11       | 2        | 5        | 74    | 26    | 0     | 0        | 0     | 2     | 21    | 2     | 2     | 34    | 6        | .235  | .316     | .396     | .712  |
| 2013     | PHI      | 139   | 540   | 496   | 65    | 135   | 21       | 4        | 27       | 245   | 83    | 8     | 3        | 0     | 4     | 39    | 5     | 1     | 97    | 5        | .272  | .324     | .494     | .818  |
| 2014     | PHI      | 144   | 512   | 473   | 47    | 111   | 22       | 1        | 10       | 165   | 63    | 7     | 1        | 0     | 4     | 34    | 4     | 1     | 91    | 9        | .235  | .285     | .349     | .634  |
| 2015     | PHI      | 63    | 204   | 189   | 19    | 43    | 6        | 1        | 5        | 66    | 25    | 3     | 1        | 0     | 0     | 14    | 0     | 1     | 36    | 2        | .228  | .284     | .349     | .634  |
| MLB：6年 | MLB：6年 | 493   | 1748  | 1591  | 188   | 391   | 73       | 9        | 54       | 644   | 229   | 23    | 7        | 0     | 28    | 138   | 13    | 5     | 317   | 25       | .246  | .305     | .405     | .710  |

- 2018年度シーズン終了時

### 年度別守備成績
| 年 度 | 球 団 | 左翼（LF） | 左翼（LF） | 左翼（LF） | 左翼（LF） | 左翼（LF） | 左翼（LF） | 右翼（RF） | 右翼（RF） | 右翼（RF） | 右翼（RF） | 右翼（RF） | 右翼（RF） |
| 年 度 | 球 団 | 試 合      | 刺 殺      | 補 殺      | 失 策      | 併 殺      | 守 備 率   | 試 合      | 刺 殺      | 補 殺      | 失 策      | 併 殺      | 守 備 率   |
| ----- | ----- | ---------- | ---------- | ---------- | ---------- | ---------- | ---------- | ---------- | ---------- | ---------- | ---------- | ---------- | ---------- |
| 2010  | PHI   | -          | -          | -          | -          | -          | -          | 15         | 28         | 1          | 1          | 0          | .967       |
| 2011  | PHI   | -          | -          | -          | -          | -          | -          | 52         | 78         | 0          | 4          | 0          | .951       |
| 2012  | PHI   | 29         | 31         | 3          | 0          | 0          | 1.000      | 38         | 63         | 4          | 0          | 1          | 1.000      |
| 2013  | PHI   | 132        | 185        | 9          | 5          | 0          | .975       | 2          | 5          | 0          | 0          | 0          | 1.000      |
| 2014  | PHI   | 127        | 182        | 4          | 2          | 2          | .989       | -          | -          | -          | -          | -          | -          |
| 2015  | PHI   | -          | -          | -          | -          | -          | -          | 50         | 99         | 4          | 1          | 1          | .990       |
| 通算  | 通算  | 288        | 398        | 16         | 7          | 2          | .983       | 157        | 273        | 9          | 6          | 2          | .979       |

- 2018年度シーズン終了時

### 記録
- MLBオールスターゲーム選出：1回（2013年）

### 背番号
- 9（2010年 - 2015年）